# Slovenska republiška liga 1986-1987
La Slovenska republiška nogometna liga 1986./87. (it. "Campionato calcistico della Repubblica di Slovenia 1986-87") fu la trentanovesima edizione del campionato della Repubblica Socialista di Slovenia. Era uno dei gironi delle Republičke lige 1986-1987, terzo livello della piramide calcistica jugoslava.
Il campionato venne vinto dall'Olimpia Lubiana, al suo quarto titolo nella slovenia repubblicana.

Questo successo diede ai bianco-verdi la promozione diretta in Druga Liga 1987-1988.
Il capocannoniere del torneo fu Jože Prelogar, dell'Olimpia Lubiana, con 17 reti.

## Squadre partecipanti
| Squadra    | Città         | Stagione 1985-86 | Stagione 1985-86   |
| Squadra    | Città         | Pos.             | Divisione          |
| ---------- | ------------- | ---------------- | ------------------ |
| Koper      | Capodistria   | 18°              | Druga liga Ovest   |
| Triglav    | Kranj         | 2°               | Slovenska liga     |
| Olimpija   | Lubiana       | 3°               | Slovenska liga     |
| Slovan     | Lubiana       | 4°               | Slovenska liga     |
| Rudar (Tr) | Trbovlje      | 5º               | Slovenska liga     |
| Mura       | Murska Sobota | 6º               | Slovenska liga     |
| Domžale    | Domžale       | 7°               | Slovenska liga     |
| Rudar (Ve) | Velenje       | 8°               | Slovenska liga     |
| Kovinar    | Maribor       | 9°               | Slovenska liga     |
| Vozila     | Nova Gorica   | 10°              | Slovenska liga     |
| Železničar | Maribor       | 11º              | Slovenska liga     |
| Kladivar   | Celje         | 12°              | Slovenska liga     |
| ŽNK        | Lubiana       | 1°               | Območna liga Ovest |
| Elkroj     | Mozirje       | 1°               | Območna liga Est   |

## Classifica
|                                                                   | Pos. | Squadra            | Pt | G  | V  | N  | P  | GF | GS | DR  |
| ----------------------------------------------------------------- | ---- | ------------------ | -- | -- | -- | -- | -- | -- | -- | --- |
|                                                                   | 1.   | Olimpia Lubiana    | 46 | 26 | 20 | 6  | 0  | 64 | 4  | +60 |
|                                                                   | 2.   | Koper              | 42 | 26 | 19 | 4  | 3  | 46 | 16 | +30 |
|                                                                   | 3.   | Slovan Lubiana     | 34 | 26 | 14 | 6  | 6  | 46 | 20 | +26 |
|                                                                   | 4.   | ŽNK Lubiana        | 28 | 26 | 10 | 8  | 8  | 37 | 37 | 0   |
|                                                                   | 5.   | Mura               | 26 | 26 | 11 | 4  | 11 | 31 | 36 | −5  |
|                                                                   | 6.   | Elkroj Mozirje     | 25 | 26 | 9  | 7  | 10 | 36 | 37 | −1  |
|                                                                   | 7.   | Rudar Velenje      | 25 | 26 | 9  | 7  | 10 | 30 | 36 | −6  |
|                                                                   | 8.   | Rudar Trbovlje     | 23 | 26 | 8  | 7  | 11 | 24 | 30 | −6  |
|                                                                   | 9.   | Kladivar Celje     | 22 | 26 | 7  | 8  | 11 | 32 | 42 | −10 |
|                                                                   | 10.  | Triglav            | 20 | 26 | 5  | 10 | 11 | 26 | 36 | −10 |
|                                                                   | 11.  | Vozila             | 20 | 26 | 7  | 6  | 13 | 31 | 48 | −17 |
|                                                                   | 12.  | Domžale            | 20 | 26 | 6  | 8  | 12 | 27 | 49 | −22 |
|                                                                   | 13.  | Železničar Maribor | 18 | 26 | 5  | 8  | 13 | 24 | 46 | −22 |
|                                                                   | 14.  | Kovinar Maribor    | 15 | 26 | 5  | 5  | 16 | 29 | 56 | −27 |
| Fonte: NK OLIMPIJA IN JUGOSLOVANSKI NOGOMETNI MODEL Tomaž Bergant |      |                    |    |    |    |    |    |    |    |     |

Legenda:
      Promosso in Druga Liga 1987-1988.
      Retrocesso nella divisione inferiore.
Note:
Due punti a vittoria, uno a pareggio, zero a sconfitta.

## Divisione inferiore
| Girone                                                                  | Vincitore | 2º posto        | 3º posto    |
| ----------------------------------------------------------------------- | --------- | --------------- | ----------- |
| Območna liga Ovest                                                      | Izola     | Slavija Vevče   | Stol Kamnik |
| Območna liga Est                                                        | Steklar   | Šmartno ob Paki | Nafta       |
| In grassetto le squadre promosse in Slovenska republiška liga 1987-1988 |           |                 |             |